# 苏贝阔旧堡
苏贝阔旧堡（義大利語：Castelvecchio Subequo），是意大利阿布鲁佐大区拉奎拉省的一个市镇。总面积19.23平方公里，人口1099人，人口密度57.2人/平方公里（2009年）。ISTAT代码为066031。